# José Roberto Wright
José Roberto Ramiz Wright (* 7. September 1944 in Rio de Janeiro) ist ein ehemaliger brasilianischer Fußballschiedsrichter.
Wright leitete vier Partien bei der Weltmeisterschaft 1990 in Italien, u. a. das Halbfinale zwischen Deutschland und England, und wurde im selben Jahr als „Weltschiedsrichter des Jahres“ geehrt. Wright leitete 267 Spiele in der ersten brasilianischen Liga. Er war von 1978 bis 1993 FIFA-Schiedsrichter.